# Patrick Berche
 (août 2012).
Patrick Berche, né le 29 novembre 1945, est un médecin français, biologiste des hôpitaux, professeur des universités et praticien hospitalier (PU-PH, 1985), chef de service de microbiologie de l'hôpital Necker-Enfants malades, ancien doyen de la faculté de médecine Paris-Descartes, qu’il a contribué à créer en 2004, par fusion de trois facultés de médecine (Cochin, Necker et Broussais). Il a été directeur général de l'Institut Pasteur à Lille de juillet 2014 à juin 2018.

## Carrière
Très tôt orienté vers la microbiologie clinique et la recherche, il commence sa carrière en 1970 à l’hôpital Necker-Enfants Malades. Parallèlement à sa spécialisation en biologie, il suit un cursus scientifique à la faculté des sciences et à l’Institut Pasteur avec une thèse de biologie humaine (DERBH), incluant un séjour de trois ans au Trudeau Institute (New-York) de 1979 à 1982.
Ses travaux de recherche ont surtout porté sur la génétique de la virulence des bactéries et la microbiologie clinique. Il a créé et dirigé de 1990 à 2002 une jeune équipe (CJF) puis une unité de recherche de l’INSERM (U411), et a été coresponsable du DEA de microbiologie de l’université Paris-Descartes de 1990 à 2004. Son activité scientifique est attestée par 349 articles, dont 209 dans des revues internationales [incluant notamment Cell (2), Science (1), Journal of Experimental Medicine (2), Molecular Microbiology (13), The Lancet (3), Journal of Bacteriology (4), Journal of Immunology (7), Journal of Infectious Diseases (3), Infection and Immunity (25), Antimicrobial Agents and Chemotherapy (9), Journal of Clinical Microbiology (15), Cellular  Microbiology (2)] et plus de 200 communications et affiches. Il compte 30 036 citations en 2021 et un indice H = 87 (https://scholar.google.com/citations?user=0RjwthcAAAAJ&hl=fr; https://orcid.org/0000-0002-8941-1564). 
À l’hôpital Necker-Enfants malades, il a été, à partir de 1976, membre du Comité consultatif médical pratiquement sans discontinuité, et a été président du Comité de lutte contre les infections nosocomiales (CLIN) entre 1982 et 1992. À la retraite de son maître, le professeur Michel Véron, il est nommé en 1992 chef du service de « Bactériologie, Virologie, Parasitologie et Hygiène hospitalière », de l'hôpital Necker-Enfants malades.
À la faculté de médecine Paris-Descartes, il a été élu au conseil de gestion de la faculté Necker-Enfants malades en 1993, puis vice-doyen en 1996 chargé de la recherche, puis doyen de cette faculté en 2000. Il est membre élu du conseil d’administration de l’université Paris-Descartes de 2000 à 2011. Il a été élu deux fois par le conseil de faculté, à l’unanimité et à bulletin secret, doyen de la faculté de médecine Paris-Descartes en 2004 et 2009.
Patrick Berche a accompli de nombreuses missions internationales (Chine, Colombie, Équateur, Maroc, Tunisie, Amérique Centrale, Japon, Inde…), et humanitaires. Il a notamment mis sur pied et piloté bénévolement de 1992 à 2000 un projet humanitaire de lutte contre les diarrhées infantiles et le choléra en Amérique du Sud, initié avec l’Assistance publique-Hôpitaux de Paris (AP-HP) et l’Organisation mondiale de la santé (OMS) et financé par la CEE.
En tant qu’expert en microbiologie, il a été deux fois élu membre de la commission scientifique spécialisée de l’INSERM dans le domaine des maladies infectieuses et de la microbiologie (pendant 8 ans), puis nommé conseiller scientifique auprès de Claude Griscelli, directeur général de l’INSERM (1997-2001). Il a été membre élu au conseil national des universités, sous-section 45-01 (1995-2006). Il a présidé de 2006 à 2011 le comité des centres nationaux de référence (CNR) de l’Institut de veille sanitaire. Il est expert pour les risques biologiques auprès de la direction générale de l'Armement (DGA) et membre du conseil scientifique de Défense (CSD), auprès du ministre de la Défense depuis 2002. Il a été élu membre correspondant de l’Académie nationale de médecine en 2006.
En juillet 2014, M. Berche prend la direction de l'Institut Pasteur de Lille, qu'il quitte en juin 2018 à l'issue de son mandat.Il a été élu président de la Société Française d'Histoire de la médecine en 2022.

## Ouvrages scientifiques et historiques
- avec Gaillard J.L. et Simonet M. Bactériologie : Les bactéries des infections humaines, Paris, Flammarion, 1988, 660 p.
- avec Boitard C. et Lévy Y. Le sida : synthèse des données récentes, Paris, John Libbey Eurotext, 1996, 160 p.
- avec Lévy Y. Les antibiotiques, Paris, John Libbey Eurotext, 1996, 130 p.
- avec Boitard C. et Reinert P. Coqueluche. Traitements et vaccins, Paris, John Libbey Eurotext, Paris, 1999, 43 p.
- avec Brun-Buisson C. et Jarlier V. Les infections nosocomiales et leur prévention, Paris, John Libbey Eurotext, 2000, 118 p.
- avec Denis F. Perrone C. et Billy C. Mycobacterium tuberculosis et mycobactéries atypiques, Paris, Elsevier, 2004, 298 p.
- L’histoire des microbes, Paris, John Libbey Eurotext, Paris, 2007, 307 p.
- L'histoire secrète des guerres biologiques, Paris, Robert Laffont, 2009, 389 p.
- avec Korn H. et Binder P. Les menaces biologiques, PUF, 2009, 176 p.
- avec Lefrère J.J. Gloires et impostures de la médecine, Paris, Perrin, 2011, 390 p.
- avec Brohard Y. Ameisen J.C. et Kahn A. Une histoire de la médecine, Le souffle d’Hippocrate, Paris, La Martinière, 2012, 223 p.
- Faut-il encore avoir peur de la grippe ? Histoire des pandémies, Paris, Odile Jacob, 2012, 278 p.
- avec Lefrère J.J. Quand la médecine gagne, Paris, Flammarion, 2012, 341 p.  (ISBN 978-2-0812-7914-8)
- Le savoir vagabond, histoire de l'enseignement de la médecine, Paris, Docis, 2013 (prix littéraire Philips de la Santé 2013).415 p.
- Les Sortilèges du cerveau. L'histoire inédite de ce qui se passe dans nos têtes, Flammarion, 2015, 448 p.  (ISBN 978-2081-29536-0)
- Le fragile empire des gènes, Paris, Docis, 2016, 353 p.,  (ISBN 978-2855254005)
- Longévité, Paris, Docis, 2018, 209 p.,  (ISBN 978-2855254098)
- Une histoire de la médecine du travail, Paris, Docis, 2019,215 p.,  (ISBN 978-2855254166)
- avec Stanis Perez, Pandémies, Des origines à la Covid-19, Paris, Perrin, 2021, (INSB:978-2-262-08221-5), 522 p.
- L'histoire de la contagion, Paris, Ellipses Edition, 2023,  (ISBN 9782340-079151), 287 p.
- The life and death of smallpox, Newcastle upon Tyne (UK), Cambridge Scholar Publishing, October 2025, (ISBN:1-0364-5389-8), 215 p.